# Fallou Diagné
Serigne Fallou Diagné (ur. 14 sierpnia 1989 w Pikine) – senegalski piłkarz występujący na pozycji obrońcy w tureckim klubie Konyaspor oraz w reprezentacji Senegalu. Posiada także obywatelstwo francuskie.

## Kariera klubowa
Fallou Diagne jest wychowankiem rodzimego klubu Génération Foot. W 2007 roku trafił do FC Metz. Do kadry pierwszego zespołu dołączył w 2008 roku. W Ligue 2 zadebiutował 18 sierpnia 2008 roku w meczu przeciwko Amiens SC (1:1). W styczniu 2012 roku został piłkarzem SC Freiburg. W rozgrywkach Bundesligi zadebiutował 21 stycznia 2012 roku w meczu przeciwko FC Augsburg (1:0).
26 sierpnia 2014 roku podpisał 3–letni kontrakt z pierwszoligowym Stade Rennais FC.